# جورجو گابر
جورجو گابر (ایتالیایی: Giorgio Gaber؛ ‏ تلفظ ایتالیایی: [ˈdʒordʒo ˈɡa:ber]؛ ۲۵ ژانویهٔ ۱۹۳۹ – ۱ ژانویهٔ ۲۰۰۳) خواننده، آهنگساز، بازیگر، نمایشنامه‌نویس و موسیقی‌دان اهل ایتالیا بود. وی بین سال‌های ۱۹۵۸ تا ۲۰۰۳ میلادی فعالیت می‌کرد.
او در فیلم روسینی! روسینی! بازی کرده است. از آهنگ های معروفی که از او مانده است ، می توان به آهنگ کانفورمیست و آهنگ بلا چاو اشاره کرد.
وی در سال ۱۹۶۵ با اومبرتا کولی ازدواج کرد و با او یک دختر داشت.